# خوان باتيستا ريكو
خوان باتيستا ريكو (بالإسبانية: Juan Bautista de la Concepción)‏ (و. 1561 – 1618 م) هو متدين ‏ إسباني، ولد في المودوفار ديل كامبو، توفي في قرطبة، عن عمر يناهز 57 عاماً.

## التعليم
تعلم في Royal University of Toledo ‏، وجامعة كومبلوتنسي ‏.